# Refektorij
Refektorij (iz latinskega refectus, osvežitev) je jedilnica, zlasti v samostanih, internatih in akademskih ustanovah. Eno od mest, kjer se danes izraz najpogosteje uporablja, je semenišče za diplomante. Izhaja iz latinske besede reficere (ponovno narediti ali obnoviti) in iz Late Latin (znanstveno ime za pisno latinščino iz pozne antike) refectorium, kar pomeni »kraj, kamor se gre nekdo obnoviti«.

## Jedilnica in samostanska kultura
Skupni obroki so čas, ko so vsi menihi institucije skupaj. Prehrana in prehranjevalne navade se nekoliko razlikujejo glede na meniški red in še bolj glede na urnik. Benediktinski red je ilustrativen. 
Pravilo svetega Benedikta zahteva dva obroka. En topli obrok je na voljo vse leto; večerjo strežejo od pozne pomladi do zgodnje jeseni, razen ob sredah in petkih. Prehrana je bila prvotno sestavljena iz preprostih sestavin: dve jedi in sadje, če je bilo na voljo. Hrana je bila preprosta, meso sesalcev je bilo prepovedano za vse, razen bolne. Zmernost pri vseh vidikih prehrane je duh benediktinskega reda. Obroke so jedli v tišini, sporazumevali so se z ročnimi signali. En menih lahko bere med obroki na glas iz Svetega pisma ali spisov svetnikov.

## Velikost, struktura in umestitev
Jedilnice se razlikujejo po velikosti in razsežnosti, kar temelji predvsem na bogastvu in velikosti samostana, kot tudi, kdaj je bila zgrajena. Vse družijo nekatere oblikovne značilnosti. Menihi so jedli ob dolgih mizah, pomembni uradniki so sedeli ob posebni mizi na koncu jedilnice. Lavabo ali velik umivalnik za umivanje rok je stal običajno zunaj refektorija.
Tradicija določa tudi druge elemente. V Angliji je refektorij običajno zgrajen v kleti (morda namig na prostor, kjer se je odvijala Zadnja večerja) na strani križnega hodnika nasproti cerkve. Benediktinski modeli so običajno na osi vzhod-zahod, medtem ko so cistercijanski na osi sever-jug.
Normanske jedilnice so lahko velike, 49 m dolge in okrog 11 m široke (taka je v samostanu v Norwichu). Relativno zgodnje jedilnice morda imajo okna, ki pa so postala večja in bolj dodelana v visokem srednjem veku. Refektorij v opatiji Cluny ima šestintrideset velikih zasteklenih oken. Samostan iz dvanajstega stoletja na Mont Saint-Michel ima šest oken, ki so 1,5 metrov široka in 6,1 meter visoka.

## Pravoslavni samostani
V vzhodnih pravoslavnih samostanih je refektorij (grško: τράπεζα, trapeza) sveto mesto in v nekaterih primerih celo zasnovan kot polna cerkev z oltarjem in ikonostasom. Nekatere obrede je treba opraviti posebej v Trapezu. Vedno vsebuje vsaj eno ikono z oljenko, ki gori pred njo. Vsa hrana, ki se streže mora biti blagoslovljena in za ta namen blagoslovljeno vodo pogosto hranijo v kuhinji.

## Moderna uporaba
Poleg zgodovinskega pomena v samostanih, se beseda refektorij v sodobnem času pogosto uporablja v kontekstu kavarna ali jedilnica, ki je odprta za javnost, kot so neverniki in turisti in se drži katedrale ali opatije. Ta navada je še posebej razširjena v anglikanskih cerkvenih stavbah, ki si s tem dopolnjuje svoj dohodek.
Veliko univerz v Veliki Britaniji svoje študentske kavarne ali jedilnice imenuje refektorij.